# Ochropleura placida
Ochropleura placida là một loài bướm đêm trong họ Noctuidae.